# 国立西南联合大学纪念碑
国立西南联合大学纪念碑，简称西南联大纪念碑，包括原纪念碑和复制品共四座，第一座是1946年国立西南联合大学正式结束，清华、北大、南开即将回到天津、北平复校之际，西南联大师生在校址上树立的“国立西南联合大学纪念碑”，以纪念西南联合大学，如今该纪念碑作为国家重点文物保护单位矗立在昆明原联大校址（今云南师范大学校内）。1989年，北京大学在校园中复制了西南联大纪念碑。2007年，西南联合大学建校70周年之际，南开大学和清华大学相继在各自校园复制西南联大纪念碑以纪念，成为各自学校的校园景观。至此，西南联大纪念碑共有四座，分别位于昆明、北京和天津。此外，西南联大三校还建造过其他形式的联大纪念碑。

## 简介
西南联大纪念碑碑座为圆拱形，高约5米，宽约2.7米，碑身嵌在其中。碑文由西南联大教授冯友兰撰写、闻一多篆刻、罗庸手书，因而享有“三绝碑”的美誉。
1988年，为纪念西南联合大学的传统，北京大学决定复制该碑立于校园内，即派专人赴云南采集与联大校址的西南联大纪念碑相同材质的石料运回北京进行复制；1989年5月4日，北京大学举行了“国立西南联合大学纪念碑”的揭幕仪式；北京大学仅复制了西南联大纪念碑的碑身，未复制圆拱形碑座。2007年9月17日，为纪念西南联大建校70周年，南开大学复制了位于原联大校址的纪念碑于大中路南侧，纪念碑由南开大学范曾教授题写了碑记。同年10月27日，清华复制了“国立西南联合大学纪念碑”，坐落于清华团委北侧。纪念碑面朝西南昆明方向，一侧为西南联大校训“刚毅坚卓”，一侧为清华大学徐葆耕教授题写的碑记。

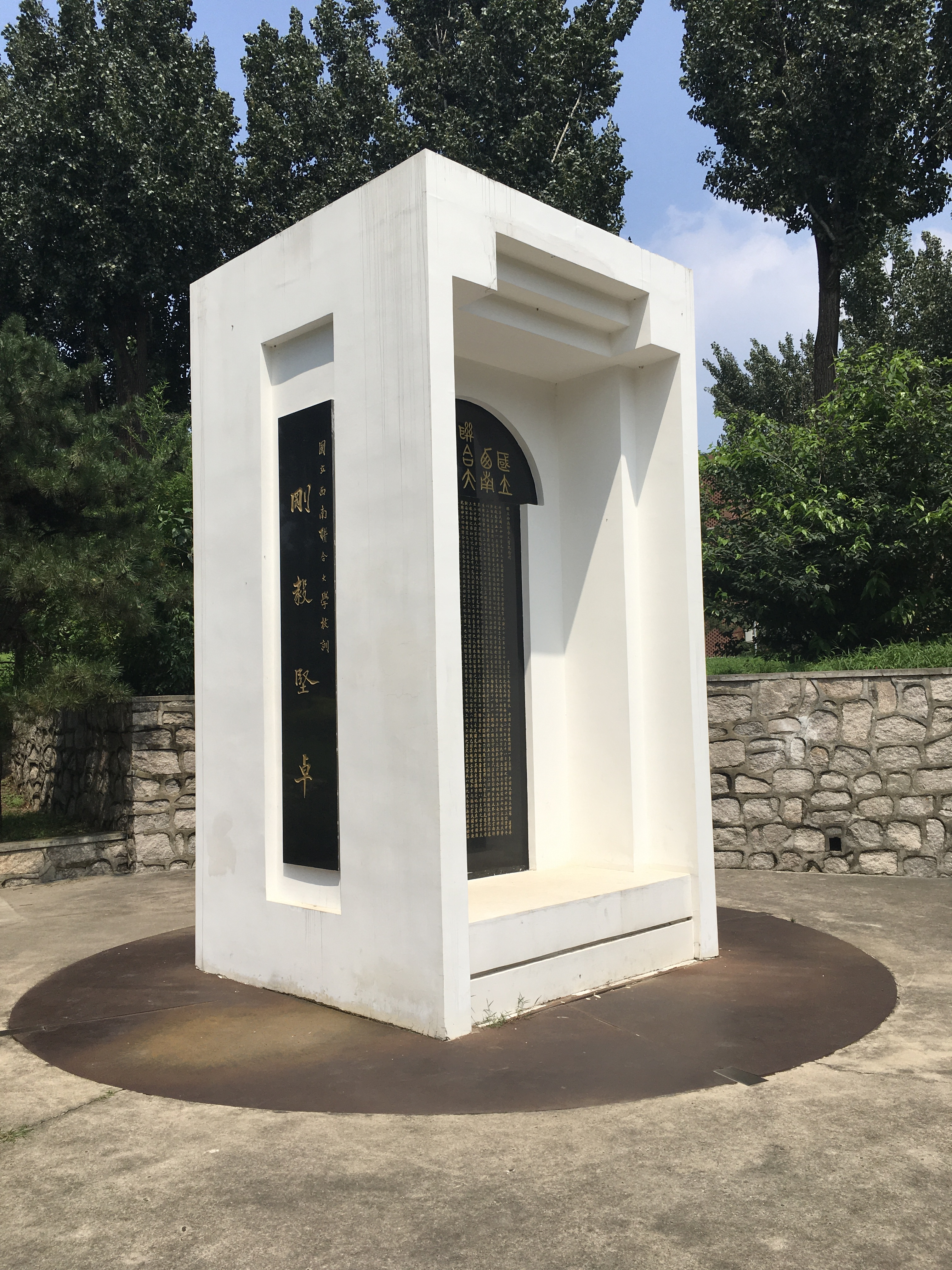
清華大學複製的西南聯大紀念碑
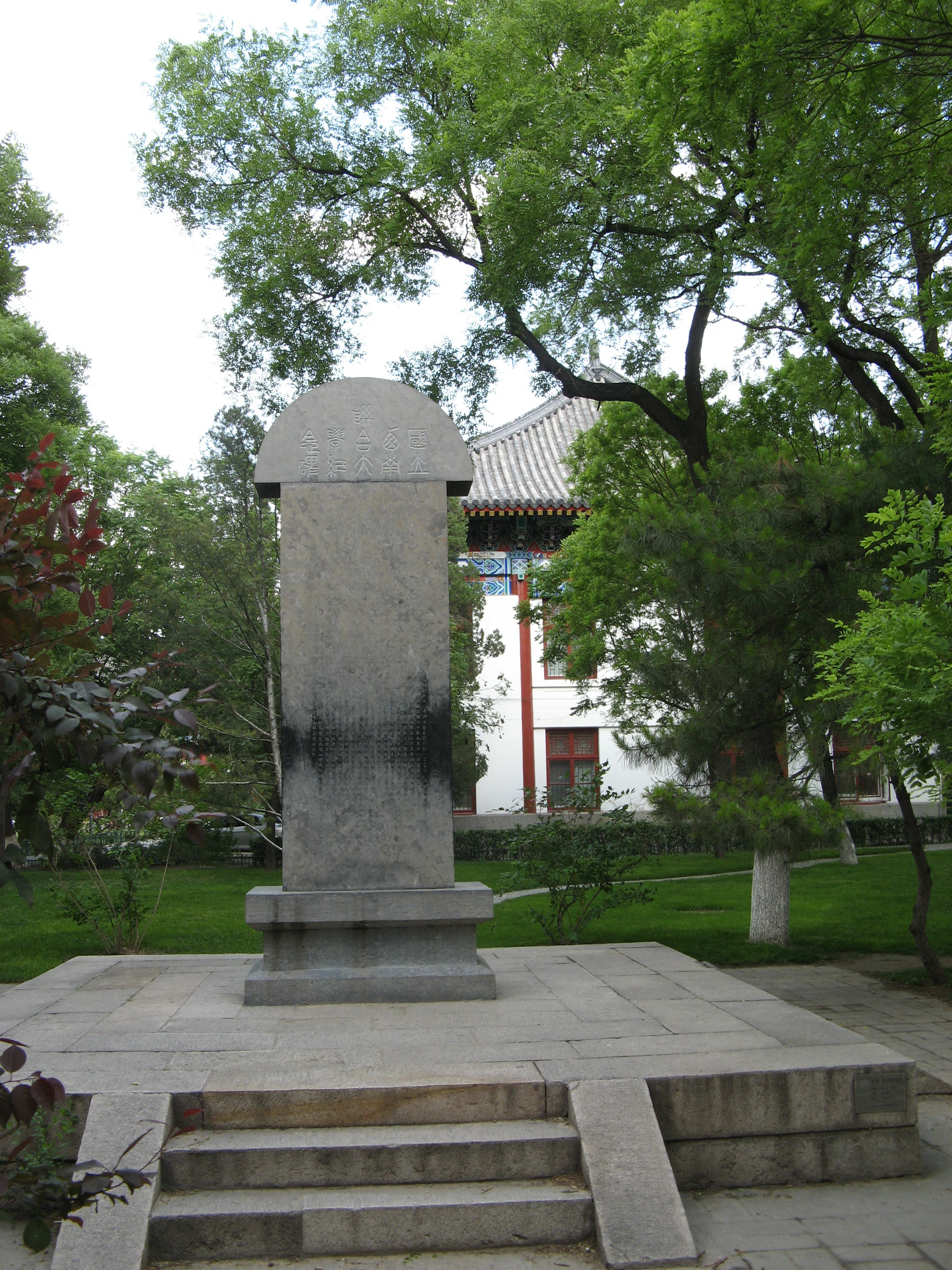
北京大学复制的西南联大纪念碑
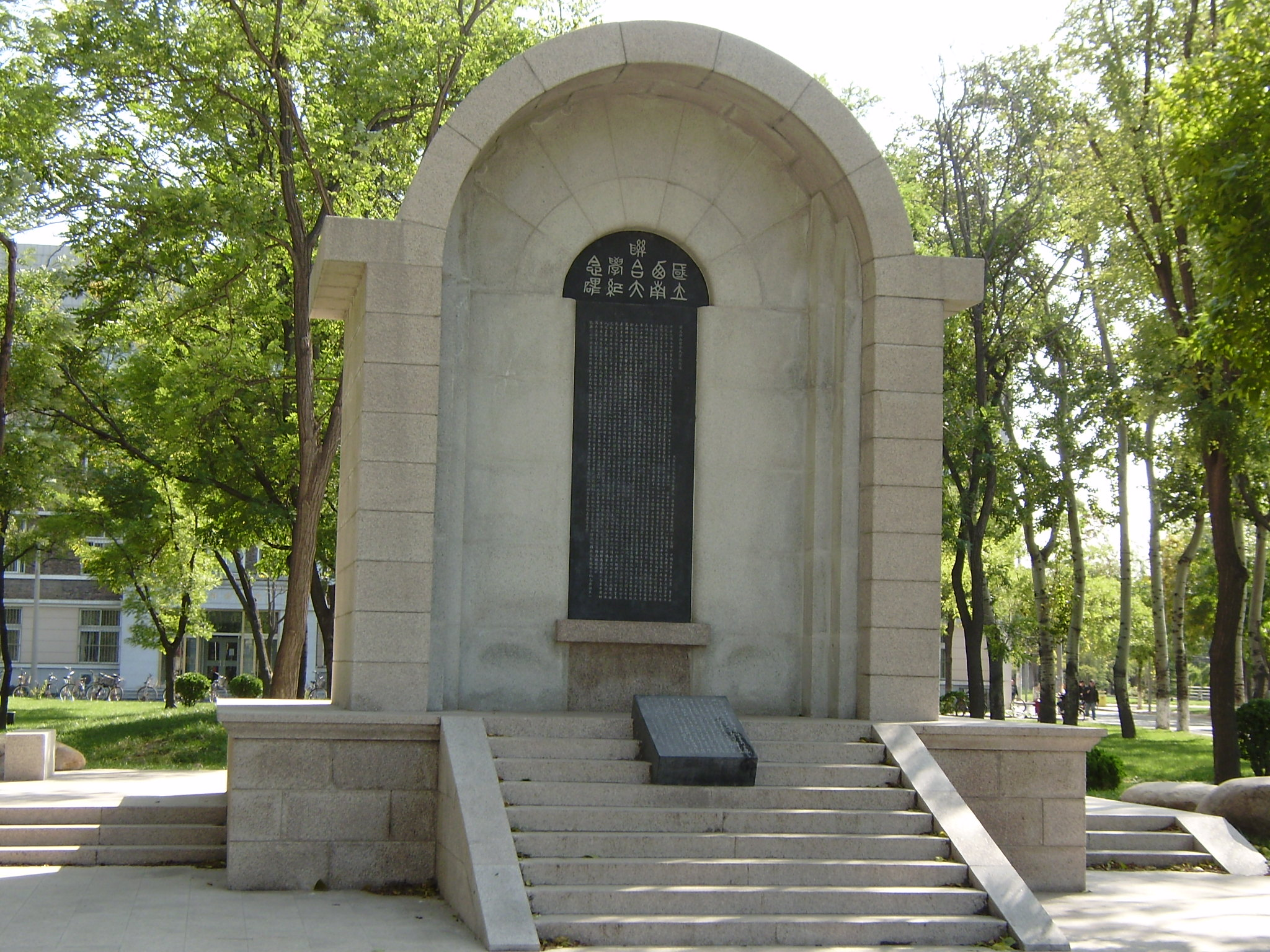
南开大学复制的西南联大纪念碑

## 纪念碑碑文

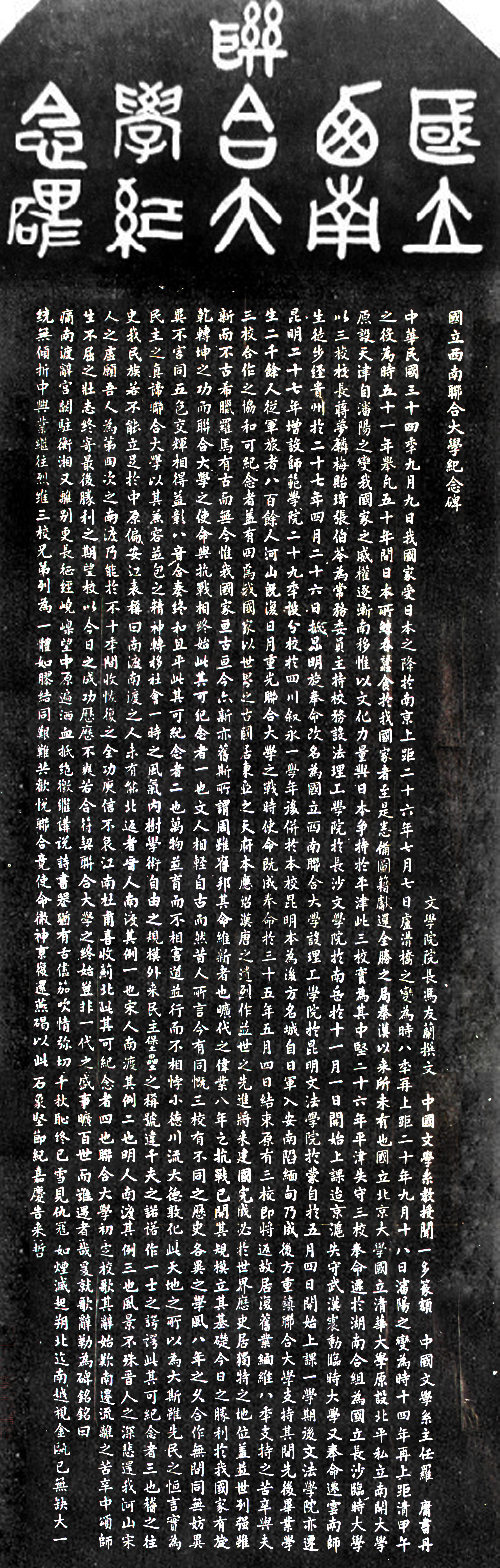
国立西南联合大学纪念碑

西南联大纪念碑碑文共计1178字，通篇记叙联大建校始末及历史意义，碑后刻录了834位西南联大参军同学的姓名，碑文全文如下：

- 中華民國三十四秊九月九日，我國家受日本之降於南京，上距二十六年七月七日盧溝橋之變為時八秊，再上距二十年九月十八日瀋陽之變為時十四年，再上距清甲午之役為時五十一年。舉凡五十年間，日本所鯨吞蠶食於我國家者，至是悉備圖籍獻還。全勝之局，秦漢以來所未有也。
- 國立北京大學、國立清華大學原設北平，私立南開大學原設天津。自瀋陽之變，我國家之威權逐漸南移，惟以文化力量與日本爭持於平津，此三校實為其中堅。二十六年平津失守，三校奉命遷於湖南，合組為國立長沙臨時大學，以三校校長蔣夢麟、梅貽琦、張伯苓為常務委員主持校務，設法、理、工學院於長沙，文學院於南岳，於十一月一日開始上課。迨京滬失守，武漢震動，臨時大學又奉命遷雲南。師生徒步經貴州，於二十七年四月二十六日抵昆明。旋奉命改名為國立西南聯合大學，設理、工學院於昆明，文、法學院於蒙自，於五月四日開始上課。一學期後，文、法學院亦遷昆明。二十七年，增設師範學院。二十九年，設分校於四川敘永，一學年後倂於本校。昆明本為後方名城，自日軍入安南，陷緬甸，乃成後方重鎮。聯合大學支持其間，先後畢業學生二千餘人，從軍旅者八百餘人。
- 河山既復，日月重光，聯合大學之戰時使命既成，奉命於三十五年五月四日結束。原有三校，即將返故居，復舊業。緬維八年支持之苦辛，與夫三校合作之協和，可紀念者，蓋有四焉：我國家以世界之古國，居東亞之天府，本應紹漢唐之遺烈，作並世之先進，將來建國完成，必於世界歷史居獨特之地位。蓋並世列強，雖新而不古；希臘羅馬，有古而無今。惟我國家，亙古亙今，亦新亦舊，斯所謂“周雖舊邦，其命維新”者也！曠代之偉業，八年之抗戰已開其規模、立其基礎。今日之勝利，於我國家有旋乾轉坤之功，而聯合大學之使命，與抗戰相終始，此其可紀念一也。文人相輕，自古而然，昔人所言，今有同慨。三校有不同之歷史，各異之學風，八年之久，合作無間，同無妨異，異不害同，五色交輝，相得益彰，八音合奏，終和且平，此其可紀念者二也。萬物並育而不相害，道並行而不相悖，小德川流，大德敦化，此天地之所以為大。斯雖先民之恆言，實為民主之真諦。聯合大學以其兼容並包之精神，轉移社會一時之風氣，內樹學術自由之規模，外來民主堡壘之稱號，違千夫之諾諾，作一士之諤諤，此其可紀念者三也。
- 稽之往史，我民族若不能立足於中原、偏安江表，稱曰南渡。南渡之人，未有能北返者。晉人南渡，其例一也；宋人南渡；其例二也；明人南渡，其例三也。風景不殊，晉人之深悲；還我河山，宋人之虛願。吾人為第四次之南渡，乃能於不十秊間，收恢復之全功，庾信不哀江南，杜甫喜收薊北，此其可紀念者四也。聯合大學初定校歌，其辭始歎南遷流難之苦辛，中頌師生不屈之壯志，終寄最後勝利之期望；校以今日之成功，歷歷不爽，若合符契。聯合大學之始終，豈非一代之盛事、曠百世而難遇者哉！爰就歌辭，勒為碑銘。銘曰：痛南渡，辭宮闕。駐衡湘，又離別。更長征，經嶢嵲。望中原，遍灑血。抵絕徼，繼講說。詩書喪，猶有舌。儘笳吹，情彌切。千秋恥，終已雪。見仇寇，如煙滅。起朔北，迄南越，視金甌，已無缺。大一統，無傾折，中興業，繼往烈。維三校，兄弟列，為一體，如膠結。同艱難，共歡悅，聯合竟，使命徹。神京復，還燕碣，以此石，象堅節，紀嘉慶，告來哲。

## 其他形式的纪念碑

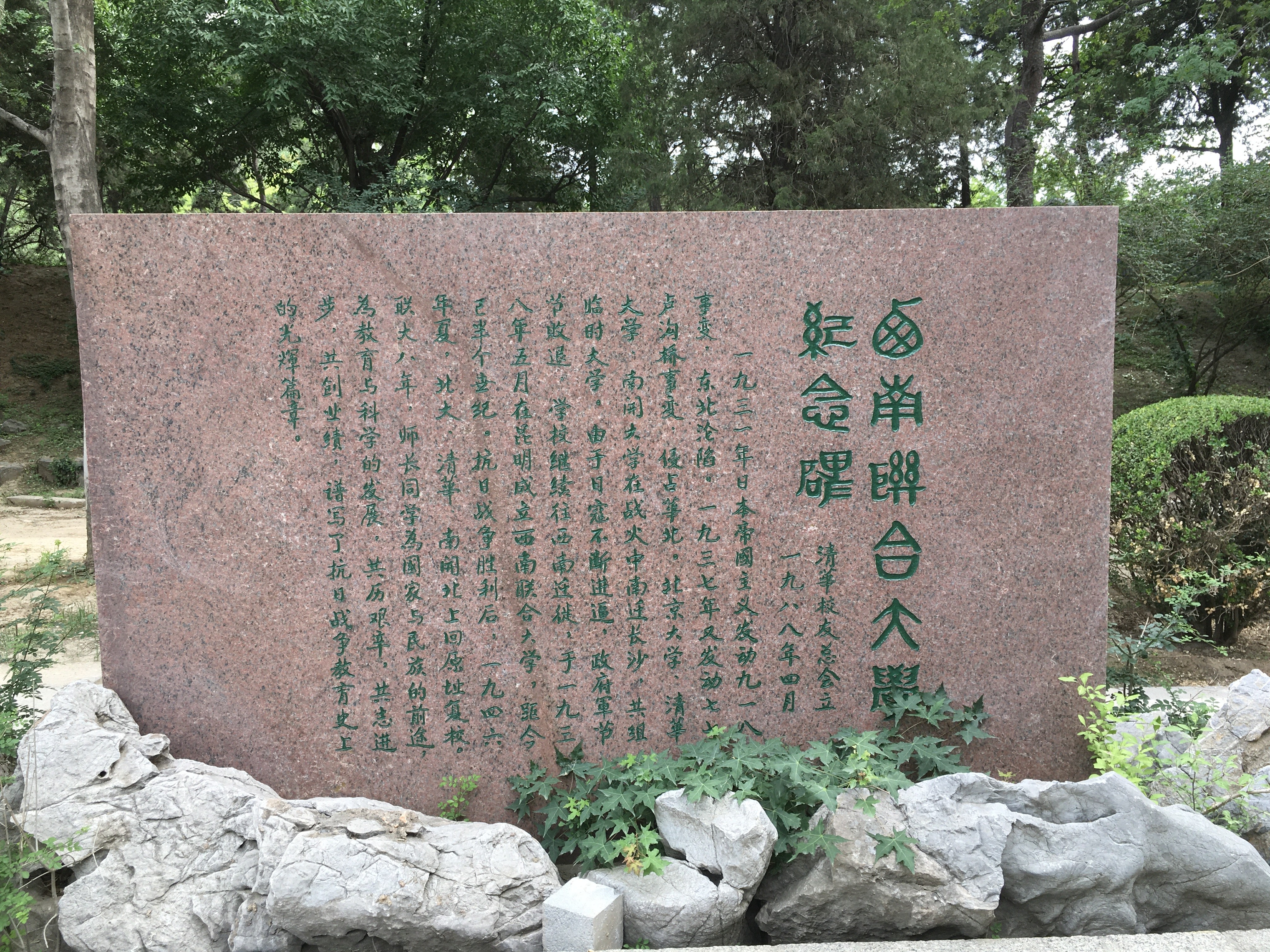
位於清華工字廳的西南聯大紀念碑

为了纪念西南联合大学，联大三校分别在各自校园内建立过其他形式的“西南联大纪念碑”。
1987年11月，西南联大建校50周年之际，在南开大学马蹄湖西侧，竖起了“西南联大建校50周年纪念碑”。该碑由由主碑、三校校徽碑及纪年的基石组成，主碑碑文为黄钰生撰写；三校校徽碑由三面石碑连成一体，三面分别镶嵌南开、北大、清华三校校徽，三足鼎立。2007年南开大学复制西南联大纪念碑后，将“西南联大建校50周年纪念碑”的主碑移至津南校区西南联大纪念园中，三校校徽碑被拆除。
1988年4月24日，清华大学建校77周年之际，清华校友总会在“工字厅”南的广场林木丛中竖起“西南联合大学纪念碑”，碑阳刻有“西山苍苍，南国荡荡，联合隽彦，大学泱泱”字样，字头组成“西南联大”四字，背阴额题“西南联合大学纪念碑”，碑文简略记叙了西南联大的历程。